# Eriocaulon latifolium
Eriocaulon latifolium là một loài thực vật có hoa trong họ Cỏ dùi trống. Loài này được Sm. mô tả khoa học đầu tiên năm 1809.